# Sevenoaks
Sevenoaks es una parroquia civil y una villa del distrito de Sevenoaks, en el condado de Kent (Inglaterra). Esta ciudad comunica con Londres gracias a diversos trenes de cercanías y se encuentra a 21 millas (34 km) de London Charing Cross. Es la ciudad principal del distrito de Sevenoaks, seguida por Swanley y Edenbridge.

## Historia
El nombre de esta villa proviene de la palabra anglosajona "Seouenaca", nombre dado a una pequeña capilla cercada por siete robles ubicada en Knole Park, alrededor del 800 D.C. Históricamente, Sevenoaks fue parte de la Gran Mansión de Otford, en manos de los Arzobispos de Canterbury.
Existen muy pocos registros anteriores al siglo XIII sobre la ciudad, cuando se le dio el estado de mercado. El mercado semanal de ganado se celebró en Hitchen Hatch Lane hasta 1999. Fue cerrado para dar paso al "edificio 160 BT" en London Road. Un mercado de alimentos se lleva a cabo en el centro de la ciudad todos los sábados. En la Edad Media, dos hospitales fueron provistos por órdenes religiosas para el cuidado de personas ancianas o enfermas, especialmente las que iban en peregrinación.
La escuela conocida como "Sevenoaks School", en el extremo sur de High Street, es una de las fundaciones laicas más antiguas de Inglaterra. Fue fundada por William Sevenoke en 1432. Sevenoke, criado en la ciudad, se convirtió en un importante comerciante y llegó a ser sheriff, concejal y alcalde de Londres. La fundación de la escuela y la construcción de los hospicios adyacentes fueron su agradecimiento a la ciudad. En 1560, la Reina Isabel I otorgó la patente de letras a la escuela y se la conoció como la "Escuela de Gramática de la Reina Isabel". 
En 1456, Thomas Bourchier, arzobispo de Canterbury, compró la propiedad de Knole y construyó Knole House. 
Los robles epónimos de Knole Park han sido reemplazados varias veces a lo largo de los siglos. En 1902 se plantaron siete robles en el lado norte del campo de cricket conocido como "The Vine" para conmemorar la coronación del rey Eduardo VII. Durante la Gran Tormenta de 1987, seis de los árboles fueron derribados. Sus reemplazos, plantados en una ceremonia en la que participaron personas conocidas de programas de televisión como Blue Peter y lugareños como Gloria Hunniford y Caron Keating, fueron vandalizados. Los árboles se reemplazaron y, en la actualidad, ocho árboles de diferentes edades se alinean en The Vine.

## Geografía
Según la Oficina Nacional de Estadística británica, Sevenoaks tiene una superficie de 15,96 km².
Sevenoaks está situada en el cruce entre dos rutas principales provenientes del norte, muy cerca de Greensand Ridge, una extensiva, prominente, a menudo arbolada, y escarpada formación montañosa en el sudeste de Inglaterra. que cruza Kent de oeste a este.  Este camino fue uno de los primeros en el condado en ser redireccionados en 1709, debido a los corrimientos de tierra constantes.
Al norte, se localiza el valle sobre el que discurre el río Darent, que atraviesa las llanuras del norte. Además, hay pequeños lagos formados a lo largo del curso del río, como resultado de la extracción de arena y grava en el pasado.
El área urbanizada de la ciudad se ha desarrollado principalmente a lo largo de las carreteras principales (London Road y High Street). El barrio de Riverhead al noroeste de la ciudad, es el más grande. Otras partes de Sevenoaks (en el sentido de las agujas del reloj desde el norte) incluyen Greatness; Wildernesse; Sevenoaks Common; y Kippington.

## Demografía
Según el censo de 2001, Sevenoaks tenía 18 588 habitantes (47,75% varones, 52,25% mujeres) y una densidad de población de 1164,66 hab/km². El 20,44% eran menores de 16 años, el 69,59% tenían entre 16 y 74 y el 9,96% eran mayores de 74. La media de edad era de 40,22 años. Del total de habitantes con 16 o más años, el 26,14% estaban solteros, el 58,42% casados y el 15,44% divorciados o viudos.
El 88,31% de los habitantes eran originarios del Reino Unido. El resto de países europeos englobaban al 3,53% de la población, mientras que el 8,16% había nacido en cualquier otro lugar. Según su grupo étnico, el 97,19% eran blancos, el 1,1% mestizos, el 0,76% asiáticos, el 0,18% negros, el 0,44% chinos y el 0,34% de cualquier otro. El cristianismo era profesado por el 76,29%, el budismo por el 0,29%, el hinduismo por el 0,23%, el judaísmo por el 0,19%, el islam por el 0,31%, el sijismo por el 0,06% y cualquier otra religión por el 0,24%. El 15,17% no eran religiosos y el 7,21% no marcaron ninguna opción en el censo.
8411 habitantes eran económicamente activos, 8213 de ellos (97,65%) empleados y 198 (2,35%) desempleados. Había 7609 hogares con residentes, 222 vacíos y 41 eran alojamientos vacacionales o segundas residencias.

## Hermanamientos
- Rheinbach (Alemania).[3]
- Pontoise (Francia).[4]